# 前田要
前田要（まえだ かなめ）は大阪市の教育者で、大阪府立高津高校の校長を経て
四天王寺学園の校長を歴任した。

## 人物
1948年 - 1958年、10年間大阪府立高津高等学校の第五代校長を務めた。
戦後の学制改革による新制の高津高校としては初代の校長である。
日常のマナーとして人に会うとよく頭を下げるので、「コメツキバッタ」のニックネームがある。
登校してくる生徒が先生に頭を下げて挨拶をしているのに先生が答礼をしないのはおかしい、との教育心を持ち「私にはうれしいニックネーム」と自負した（高津高校・同窓会誌“群芳”から）。
| スタブアイコン | サブスタブ | この項目は、まだ閲覧者の調べものの参照としては役立たない、人物に関連した書きかけの項目です。この項目を加筆・訂正などしてくださる協力者を求めています（P:人物伝/PJ:人物伝）。 |